# 유카나
유카나(ゆかな, 1955년 월 일 ~ )는 일본의 성우다. 시그마 세븐(シグマ・セブン)에 소속되어 있다. 지바현 훗쓰시 출신이다. 예전에는 노가미 유카나(일본어: 野上 ゆかな)라는 본명을 사용했으나 지금은 성을 제외한 이름만을 예명으로 사용하고 있다.

## 출연작

### TV 애니메이션
1995년
- 애천사전설 웨딩피치 (타니마 유리(릴리)/웨딩 릴리)
- 아즈키짱 (노야마 아즈사(아즈키짱))
- 꾸러기 수비대 (인어 공주)

1997년
- 우리반 짱돌이 (히메노 키사키)

1998년
- 카드캡터 사쿠라 (리 메이링)
- 유희왕 (노사카 미호)
- DT 에이트론 (제시카)
- 오! 나의 여신님 : 작다는 것은 편리해 (노조미)

1999년
- 포켓몬스터 (츠바키(91화), 히메카(198화))
- 천사가 될거야 (스즈하라 나츠미)
- 가자! 우주전함 야마모토 요코 (루브룸)

2000년
- 이누야샤 (칸나)
- 진 여신전생 데빌 칠드런 (카나메 미라이)
- 다!다!다! (나파나파 3형제)
- 사이파이 해리 (지노리)
- 학교괴담 (건널목의 지박령)

2001년
- 천사의 꼬리 (토끼 미카)
- 레이브 (레이나)

2002년
- 쵸비츠 (코토코)
- 풀 메탈 패닉! (테레사 테스타롯사)
- 피타텐 (시아)
- 쁘띠 프리 유시 (미미)
- 드래곤 드라이브 (토와 사야카)
- 십이국기 (요우카)
- 사무라이 디퍼 쿄우 (사쿠야)

2003년
- 천사의 꼬리 Chu! (토끼 미카)
- 풀 메탈 패닉 후못후 (테레사 테스타롯사)
- 에어 마스터 (나카노타니 미나)
- 출동! 머신로보 레스큐 (마리 비토, 앨리스 베컴)
- 우주소년 아톰 2003 (록산느)

2004년
- 블리치 (코테츠 이사네)
- 빛의 전사 프리큐어 (유키시로 호노카(백시연))
- 음양대전기 (호랑가시나무의 호린, 죠젠지 모모)
- 오늘부터 마왕! (울리케)
- 마이 히메 (카자하나 마시로)

2005년
- 풀 메탈 패닉! 더 세컨드 레이드 (테레사 테스타롯사)
- 마이 오토메 (마시로 브란)
- 오늘부터 마왕! 2기 시리즈 (울리케)
- 빛의 전사 프리큐어 Max Heart (유키시로 호노카(백시연))
- 블랙캣 (린슬렛 워커)

2006년
- 마이 오토메 Zwei (마시로 브란)
- 코드기어스 반역의 를르슈 (C.C)
- 포켓몬스터 다이아몬드&펄 (타마미(24화))
- 디지몬 세이버즈 (라라몬)
- 격부술사 요역문 (히노 아키)
- 괴 ~아야카시~ (카요)
- 주광의 스트레인 (롯티 게라)
- 제비뽑기 언밸런스 (키사라기 카스미)
- 제가페인 (미즈키)
- 시문 (도미누라)

2007년
- 마법소녀 리리컬 나노하 Striker'S (린포스 II, 루키노 리리에)
- 아이돌 마스터 XENOGLOSSIA (리파)
- 모노노케 (애니메이션) (노모토 치요, 카요)
- 샤먼 시스터즈 (아키)
- 히로익 에이지 (닐바르 네페)

2008년
- 코드기어스 반역의 를르슈R2 (C.C)
- 우리집의 여우신령님 쿠우겐 (여자)
- 절대가련 칠드런 (츠보미 후지코)
- 테일즈 오브 디 어비스 (메슈티아리카(티아), 유리아 쥬에)
- 세키레이 (카제하나)
- 소울이터 (유미 아즈사)
- 드루아가의 탑 1기 (서큐버스)
- 오늘부터 마왕! 3기 시리즈 (울리케)

2009년
- 우주를 달리는 소녀 (시시도 타카네)
- 흑신 (나무(ナム))
- 이누야샤 완결편 (칸나)
- 키디 걸랜드 (트로와제인)
- 세키레이 2기 (카제하나)

2010년
- 아마가미SS (나나사키 아이)
- 세키레이 ~Pure Engagement~ (카제하나)
- 배신자는 내 이름을 알고 있다 (유키)

2011년
- 인피니트 스트라토스 (세실리아 올코트)
- 드래곤 크라이시스 (나나오 에리코)
- 미래일기 (노노사카 마오)

2012년
- 타마곳치! (히메스펫치)
- 페어리테일 (미셸)
- 원피스 (시라호시)
- 남자 고교생의 일상 (하바라)
- 타마곳치! 유메 키라 드림 (히메스펫치)
- 아마가미SS 플러스 (나나사키 아이)
- 빙과 (이리스 후유미)

2013년
- 푸른강철 아르페지오 (콘고우)
- 인피니트 스트라토스2 (세실리아 올코트)

2014년
- GO-GO 타마곳치! (히메스펫치)

2016년
- 아이카츠 스타즈! - (유키노 호타루)

2020년
- 몬스터 아가씨의 의사 선생님 - (크툴리프 스큘)

### OVA
1993년
- 몰다이버 (오오조라 미라이)

1995년
- 하이퍼 돌 (마이카)
- 청공소년대 (시모렌자쿠 요코)

1996년
- 철완 버디 (하야미야 나츠미)
- 애천사전설 웨딩피치 DX (타나마 유리)

1998년
- 뱀파이어 헌터 OVA (펠리시아)
- 청의 6호 (노리유키 마유미)

1999년
- 멜티렌서 (실비 리무롯드)

### 극장판
1996년
- 엑스 극장판 (네코이 유즈리하)

1999년
- 카드캡터 사쿠라 첫 번째 극장판 (리 메이링)

2000년
- 카드캡터 사쿠라 두 번째 극장판 (리 메이링)

2005년
- 기동전사 Z 건담 극장판 2 -연인들- (포 무라사메)

2019년
- 코드 기아스 부활의 를르슈 (C.C.)

### 게임
1994년
- ADVANCED V.G. PC 엔진판 (타케우치 유카)

1995년
- 성야 이야기 (요정 유키)

1996년
- 멀티랜서 은하 소녀 경찰2086 (실비아 님롯드)
- ADVANCED V.G. PS판 (타케우치 유카)

1997년
- 머니 아이돌 엑스체인저 (타카시마 아사히(데드 마이저))
- 천외마경 제4의 묵시록 (어둠의 연인 캔디)
- 프린세스 메이커 3 (딸)

1998년
- 에어 가이츠 (클레어 앤드류스)
- L의 계절 (아소 미도리)
- ADVANCED V.G.2 PS판 (타케우치 유카)
- 트윈즈 스토리 내 맘을 전하고 싶어… (타테노 나루미)
- 엑소더스 길티 네오스 (아쿠아, 리리느)
- 에리의 아틀리에 ~잘부르그의 연금술사2~ (루이제 로렌시움)

1999년
- 리모트 콘트롤 댄디 (미무라 미유키)

2001년
- 트루 러브 스토리3 (콘노 유키)
- 서몬 나이트2 (하사하, 팟펠)

2002년
- 두근두근 메모리얼 Girl's Side (아리사와 시호)
- 기간틱 드라이브 (츠키오카 유이)
- 아스카120% (스즈키 메구미)

2003년
- 서몬 나이트3 (큐피, 헤이젤, 하사하, 팟펠)

2004년
- 마그나카르타 진홍의 성흔 (에오니스)
- 베르세르크 천년제국의 매편 성마전기의 장 (시르케)
- 십차원입방분 사이퍼 ~게임 오브 서바이벌~ (마키다 쿄코)
- 전뇌전기 버추얼 온 MARZ (리린 플래지너)

2005년
- 마이 -HiME ~운명의 계통수~ (카자하나 마시로)
- 테일즈 오브 디 어비스 (티아 그란츠)

2006년
- 신 귀무자 DAWN OF DREAMS (야규 쥬베에 아카네)
- 기동전사 건담 클라이맥스U.C. (포우 무라사메)
- 두근두근 메모리얼 Girl's Side 2nd Kiss (아리사와 시호)
- 파이널 판타지XII (뮤린)
- Sequence Palladium (라슈벨 폰 그라멜)
- 미스테리트 ~야소가미 카오루의 사건 파일~ (히가와 마이)
- 건담 배틀로얄 (포우 무라사메)
- 디지몬 세이버즈 어나더 미션 (라라몬)
- 테일즈 오브 더 월드 레디언트 마이솔로지 (티아 그란츠)

2007년
- 두근두근 메모리얼 Girl's Side 1st Love (아리사와 시호)
- 테일즈 오브 팬덤 Vol.2 (티아 그란츠)
- 슈퍼로봇대전Scramble Commander the 2nd (포우 무라사메)
- SD건담 GGENERATION SPIRITS (포우 무라사메)
- 스윙골프 팡야 2nd숏! (루시아)

2008년
- 두근두근 메모리얼 Girl's Side 2nd Season (아리사와 시호)
- 무한의 프론티어 슈퍼로봇대전 OG 사가 (난부 카구야)
- 슈퍼로봇대전A PORTABLE (포우 무라사메)
- 절대가련 칠드런 제4의 칠드런 (츠보미 후지코)
- ZWEI II (알웬 드 문브리아)

2009년
- 테일즈 오브 더 월드 레디언트 마이솔로지2 (티아 그란츠)
- 아마가미 (나나사키 아이,나나사키 이쿠오)

2010년
- 천신난만 PSP판 (이츠키 시시히메노미코토)

2013년
- 영웅전설 섬의궤적 (샤론 클루거)

2014년
- 영웅전설 섬의궤적II (샤론 클루거)

### 인터넷
2008년
- 이브의 시간 (아키코)

### 음악 CD
싱글 (발매원, 발매일)
- 이방인 (일본 콜럼비아, 1997년 5월 21일)
- all or nothing (킹 레코드, 1998년 11월 27일)
- 봄의 눈 (salir, 2012년 8월 1일)

앨범 (발매원, 발매일)
- 미소를 주고 싶어 (펀 하우스,1996년 2월 25일）
- PATIO 〜A scene with me〜 (일본 콜럼비아, 1997년 5월 31일）
- yu ka na（앱소드뮤직재팬, 1998년12월 23일）
- everytime together （salir, 2002년 10월 18일)
- dearie (salir, 2005년 10월 30일)(※하라주쿠 퀘스트홀에서 열린 'yukana concert 2002~hearing voice~"의 라이브 회장에서 자체 제작 발매)
- Blooming Voices (킹 레코드 스타차일드 레이블, 2008년 10월 29일)(※다카다 클럽 페이즈에서 열린 "maneki-neko 2"의 라이브 회장에서 자체 제작 발매)

### 드라마 CD
- 여신이문록 페르소나(키리사마 에리코)

### 특촬물
- 가면라이더 OOO (메즈루)